# Олимпијски победник
Олимпијски победник је у највећем броју спортова врхунско достигнуће које може да постигне неки спортиста.
Још од старогрчких времена победници на Олимпијским играма, од 776. п. н. е., били су слављени као полубогови. Њима у част уклањани су делови градских бедема да би, након победе на Играма, могли с пратњом ући у град. Обнављањем Олимпијских игара 1896. од стране барона Пјера де Кубертена спортисти поново стреме том највишем наслову у спорту који јамчи место у свим спортским аналима и својеврсну бесмртност.
- Први забелжени Олимпијски победник античких Игара био је тркач Короибос.
- Први Олимпијски победник Игара модерног доба постао је 6. априла 1896. Џејмс Брендан Коноли, САД, у троскоку - 13,71 м
- Прва жена Олимпијски победник: Шарлота Купер (Велика Британија), тенис (појединачно), Париз 1900.

- Најстарији Олимпијски победник: Оскар Сван (Шведска), стрељаштво (екипно), Стокхолм 1912. - 64 године и 258 дана.

- Најстарији индивидуални Олимпијски победник: Џошуа Милнер (Велика Британија), стрељаштво, Лондон 1908. - 61 година и 4 дана.

- Најмлађи Олимпијски победник(ца): Marjorie Gestring (САД), скокови у воду, Берлин 1936. - 13 година и 268 дана.

## Занимљивост
На Играма у Паризу 1900., холандски двојац с кормиларом освојио је златну медаљу. Пре трке су закључили да је њихов кормилар претежак, па су позвали за кормило једног дечака који је стајао крај стазе и победили. Пре доделе златне медаље дечак се изгубио у гомили и његово име се није никада сазнало, а очевици су изјавили да је имао између 7 и 10 година, па би он тако био најмлађи Олимпијски победник, али...